# Воробей Роман Валентинович
Роман Валентинович Воробей (нар. 22 лютого 1994, Чернігів, Україна) — український футболіст, півзахисник нижчолігового польського клубу «Полонія» (Перемишль).

## Клубна кар'єра
Футбольний шлях розпочав 2007 року в чернігівській «Юності», паралельно з цим спробував свої сили й у дорослому футболі. Виступав у чемпіонаті Черкаської області за «Ретро» (Багачеве). Також виступав за «Ретро» в аматорському чемпіонаті України. У 2013 році переїхав до Білорусі, де уклав контракт зі «Славією». Однак у білоруській «вишці» не грав, натомість отримував ігрову практику в першості дублеів (11 матчів, 2 голи). У 2014 році перебрався до Казахстану, де виступав за «Махтаарал». Дебютував у новій команді 12 липня 2014 року в програному (1:0) виїзному поєдинку 15-о туру Першої ліги проти столичної «Астани-1964». Воробей вийшов на поле на 72-й хвилині, замінивши Каната Іманова. У першій лізі місцевого чемпіонату провів 7 поєдинків.
В лютому 2015 року приїхав на перегляд до «Скали», за результатами якого підписав з клубом контракт. Наприкінці березня стрийський клуб дозавив гравця на другу частину сезону 2014/15 років. Дебютував за «Скалу» 29 березня 2015 року в програному (2:5) виїзному поєдинку 17-о туру Другої ліги проти донецького «Шахтаря-3». Воробей вийшов на поле на 46-й хвилині, замінивши Назара Кмітя. Навесні 2015 року зіграв у 6-и матчах Другої ліги. У червні 2015 року залишив стрийський клуб.
Наприкінці липня 2015 року повернувся до «Славії». Проте пробитися до основного складу мозирського клубу українцю знову не вдалося, нтомість Роман зіграв 12 матчів та відзначився 1 голом у першості дублерів. В лютому 2016 року залишив мозирський клуб.
Після повернення до України виступав за «Інгулець-2» в аматорському чемпіонаті України та чемпіонаті Кіровоградської області. Сезон 2016/17 років розпочав у «Гірник-Спорті». Дебютував за команду з Горішніх Плавнів 30 липня 2016 року в програному (1:3) домашньому поєдинку 2-о туру Першої ліги проти маріупольського «Іллічівця». Воробей вийшов на поле на 64-й хвилині, замінивши Володимира Королькова. Єдиним голом у футболці «Гірник-Спорту» відзначився 22 жовтня 2016 року на 77-й хвилині переможного (3:1) домашнього поєдинку 15-о туру Першої ліги проти петрівського «Інгульця». Роман вийшов на поле в стартовому складі, а на 90-й хвилині його замінив Олександр Пернацький. У складі клубу з Горішніх Плавнів зіграв 9 матчів, в якому відзначився 1 голом та 1 автоголом. У січні 2017 року залишив команду. Потім перейшов в одеську «Реал Фарма», у футболці якої дебютував 25 березня 2017 року в нічийному (0:0) виїзному поєдинку 22-о туру Другої ліги проти новокаховської «Енергії». Роман вийшов на поле у стартовому складі, а на 46-й хвилині його замінив Євгеній Грубий. З березня по травень 2017 року зіграв 4 поєдинки у Другій лізі, після чого залишив одеську команду.
У липні 2017 року років підписав контракт з клубом четвертої ліги Польщі (зона «Підкарпаття») «Полонія» (Перемишль).